# 特別急行券

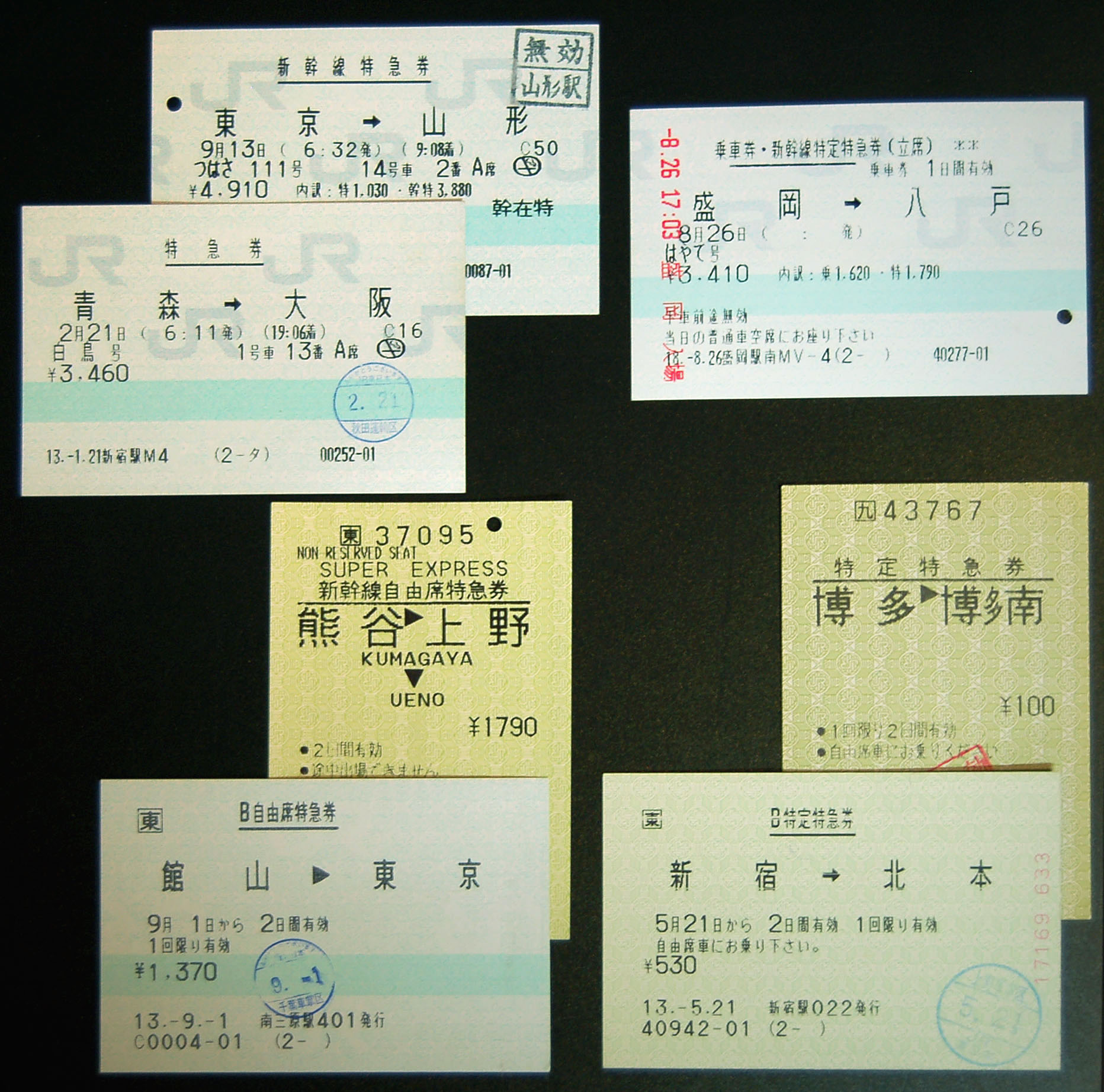
各種JR特急券の例。左上：座席を指定した特急券・新幹線特急券、左下：自由席特急券、右上：立席特急券(特定特急券区間)、右下：特定特急券

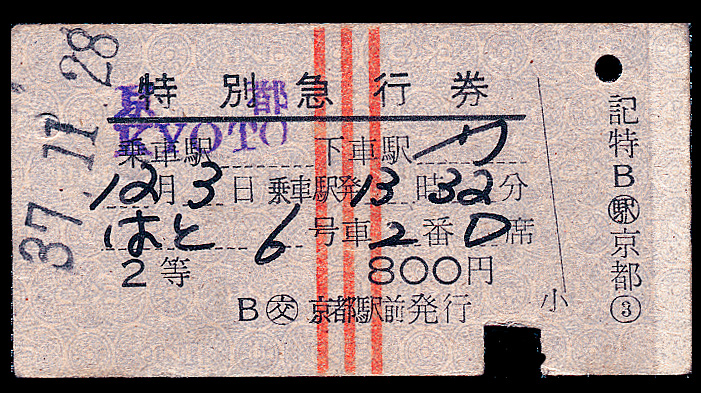
国鉄時代の硬券の特急券。赤いラインが3本入っていた。

特別急行券（とくべつきゅうこうけん）とは、特急券（とっきゅうけん）ともいい、基本運賃と特別急行の料金（特急料金）を区分している運賃制度において、特別急行列車（特急）に乗車するときに乗車券とともに必要となる券である。

## 概要
アメリカでは20世紀の初頭、インターアーバン電車に食堂車やパーラーカーを連結した、LIMITEDと称する急行列車を運転し、乗客からは特別料金を徴収した。この列車から日本の特急列車の英訳語がLIMITED EXPRESSとなった。
ヨーロッパの鉄道ではかつては基本となる運賃に対しては乗車券を購入し、さらに速い列車を利用する場合には特急券を購入するというシステムが一般的であった。ヨーロッパでは、特別の客車で編成された豪華列車に別料金を徴収して乗客を乗せることは19世紀から存在したが、これもアメリカの例と同様に速度に対する対価より、豪華な空間提供の対価である要素が強い。日本の特急に近い物としては、TEE列車の特急券がその代表的な物であった。TEEの特急券は距離により金額が決められていた。
日本でも特急の利用には乗車券とは別立ての特急券を要するシステムがとられている。
一方、ヨーロッパでは包括運賃制度が一般的な運賃制度となってきており、超高速列車や寝台列車でも列車（車両）ごとに運賃と他料金（特急料金や寝台料金）を一括して運賃設定を行っていることが多く、この場合には切符も一括されており別立ての特急券は存在しない。

## JRと一部私鉄

### 特急券（指定席）

#### 概要
旧国鉄及びJR各社の場合、特急列車は急行列車と異なり、座席指定制を原則としていた。
1972年にエル特急が設定されて以降自由席を設置した列車が増えたことや、1985年に設定された新特急などのように自由席を中心とした列車が設定されたことにより、その意義が薄れているが、JR東日本の「はやぶさ」・「はやて」・「こまち」・「成田エクスプレス」など全車指定席としている列車や、その他の基幹的な列車の場合には現在も基本的には指定席制を採用している。
そのため、単に「特急券」と称する場合は列車およびその座席かつ乗車区間がともに指定されたもの、すなわち「指定席特急券」を指し、券面に記載されている列車・区間にのみ有効である。注意しないといけないのは、券面に記載されている発駅から乗車しなかった場合、効力を失うケースがあることである。これは旅客営業規則の下記の規定による。
- 第173条 指定席特急券は、これを所持する旅客が、その指定の乗車駅で乗車しない場合は、他の旅客にその座席または旅客車を指定して急行券の発売をすることがある。この場合、指定駅で乗車しなかった旅客は、当該急行券に指定された座席を請求し、または旅客車に乗車することができない。

ここで説明されているのは、自由席特急券で乗車した乗客が、着席されていない指定席に対して車内で車掌に差額を支払い、指定席特急券を発券してもらうようなケースである（列車の発車前のマルスシステムでは排他制御が働くため、別の乗客に区間の重複する指定券を発券することは通常はない）。たとえば東海道新幹線に東京からの指定券を用意して品川から乗車するような未乗車区間が短い例ではこのようなケースは現実にはまず起こり得ない（条文を見てもわかるとおり、着席しなければ必ず別の乗客に発券するという趣旨ではなく、乗務員の判断に委ねられる）。
乗り遅れた場合には払い戻しはできないが、同区間を運行するその日の後続列車に自由席がある場合には自由席に乗車することが可能である（後続の列車が全車指定席の場合はこの特例での乗車はできないが、全車指定席の列車でも後続列車への乗車を認めている場合があり、この場合立席や空席の利用が可能である）。なお、接続する列車の運休・遅延により乗り継げなかった場合は後続列車への振替を請求できる。
また、近年では近距離での利用促進を図るため自由席を中心に新幹線を含めた一部の列車では定期乗車券での利用が認められており、一部の特急列車では定期券にこれを追加する事で乗車可能としている。
しかし、もともとは長距離利用を前提としていたため、寝台特急などでは定期乗車券での利用を認めておらず、特急券等のほか普通乗車券も必要である。

#### 発売期間
基本的に該当列車の発車日（始発駅基準）の1か月前の午前10時から発売され、のりばへの移動時間を考慮し、発車時刻のおよそ5 - 10分前に終了する。
例えば、1月1日の21時26分に高松駅を出る寝台特急「サンライズ瀬戸」の指定券は、12月1日の10時ちょうどに発売開始となる。なお、この列車に1月2日の0時40分発車となる大阪駅から乗車する場合でも、発売開始日は12月1日である。
また、一部のみどりの窓口や旅行代理店では、「予約」と称し1か月前より以前から指定席の申込を受け付けている場合があるが、指定席には予約という制度は無く、あくまで対象の窓口で発売日の10時に発券処理を実施してもらう権利の予約である。

#### シーズン別の指定席特急料金
JR北海道（北海道新幹線のみ）・JR東日本・JR東海・JR西日本・JR四国・JR九州及びJR各社間を利用する場合、指定制である特急券の額は乗車する日によって料金が変わる。2022年4月1日にJR東日本系で最繁忙期を導入し、2023年4月1日にJR東海・JR西日本系で最繁忙期を導入した。2023年4月からはグリーン車、グランクラス、寝台車を利用する場合の特急料金にもシーズン別の料金を適用した。期間等は以下のとおり。年度によって3連休の有無などで変動がある。エクスプレス予約やえきねっとのトクだ値等の早割系特別企画乗車券は適用条件が異なり年中同額や最繁忙期は除外などがある。
2025年3月15日からは東武鉄道の日光線特急列車・伊勢崎線特急列車にもシーズン別の特急料金を導入した。

##### JR東日本系
JR東海・JR西日本の特急「しらさぎ」及びJR西日本の特急「サンダーバード」は2024年3月16日からのシーズン別の指定席特急料金の適用日はJR東日本管内発着と同日の「北陸新幹線をご利用の場合」の適用日に変更（「旅客営業規則第57条の3第8項の各号の特急列車」）。
| 名称 | 期間 | 料金                   |
| --- | --- | ---------------------- |
| 通常期 | 下記以外の日 | 基本料金               |
| 閑散期 | 以下の期間の祝日及びその前日と振替休日を除く月曜日から木曜日 - 1月7日 - 2月末日 - 4月21日 - 4月26日 - 5月7日 - 5月10日 - 6月1日 - 7月15日 - 9月1日 - 10月10日 - 11月1日 - 12月27日 | 基本料金 から200円引き |
| 繁忙期 | 以下の期間 - 3月21日 - 4月5日 - 8月1日 - 8月9日 以下の期間の祝日が土曜日・日曜日と連続し3連休以上となる場合の当該連休とその連休の前日 - 7月 - 9月 - 10月 - 11月                    | 基本料金 に200円増し   |
| 最繁忙期 | 以下の期間 - 4月27日 - 5月6日 - 8月10日 - 8月19日 - 12月28日 - （翌年）1月6日 | 基本料金 に400円増し   |
| 以下の列車・区間を利用する場合は特急料金は時期によって変化しない（すべて通常期の料金で計算） - JR北海道の在来線 - JR東日本と東武鉄道間を直通運転する特別急行列車（「（スペーシア）日光」・「（スペーシア）きぬがわ」など） - 旅客営業規則別表第1号の2に定める列車群に含まれる特別急行列車 - 第1項：「あずさ・かいじ」などの中央東線特急、「ひたち・ときわ」、「あかぎ」、「湘南」、「踊り子」、「しおさい」などの房総特急、「成田エクスプレス」 - 第2項：「成田エクスプレス」 - 第3項：「北斗・すずらん」、「おおぞら・とかち」 | |                        |

##### JR東海・JR西日本系
JR東海（「旅客営業規則第57条の3第8項の各号の特急列車」を除く）・JR西日本（北陸新幹線及び「旅客営業規則第57条の3第8項の各号の特急列車」を除く）・JR四国・JR九州は毎年度適用日を変更（毎年度旅客営業規則別表第1号の3 - 5の規定を改正）。
2025年度
| 該当年 | 該当月 | 該当日                                                      |
| ------ | ------ | ----------------------------------------------------------- |
| 2025年 | 4月    | 7日 - 10日・14日 - 17日・21日 - 24日                        |
| 2025年 | 5月    | 7日・8日                                                    |
| 2025年 | 6月    | 2日 - 5日・9日 - 12日・16日 - 19日・23日 - 26日・30日       |
| 2025年 | 7月    | 1日 - 3日・7日 - 10日・14日 - 17日・22日 - 24日             |
| 2025年 | 8月    | 25日 - 28日                                                 |
| 2025年 | 9月    | 1日 - 4日・8日 - 11日・16日 - 18日・24日・25日 - 29日・30日 |
| 2025年 | 10月   | 1日・2日                                                    |
| 2025年 | 11月   | ー                                                          |
| 2025年 | 12月   | 1日 - 4日・8日 - 11日・15日 - 18日・22日 - 24日             |
| 2026年 | 1月    | 5日 - 8日・13日 - 15日・19日 - 22日・26日 - 29日            |
| 2026年 | 2月    | 2日 - 5日・9日 - 12日・16日 - 19日・24日 - 26日             |
| 2026年 | 3月    | 2日 - 5日                                                   |

| 該当年 | 該当月 | 該当日                                                      |
| ------ | ------ | ----------------------------------------------------------- |
| 2025年 | 4月    | ー                                                          |
| 2025年 | 5月    | ー                                                          |
| 2025年 | 6月    | ー                                                          |
| 2025年 | 7月    | 18日 - 21日・25日 - 27日                                    |
| 2025年 | 8月    | 1日 - 3日・7日・10日・11日・13日 - 15日・22日 - 24日        |
| 2025年 | 9月    | 12日 - 15日・19日 - 21日・23日                              |
| 2025年 | 10月   | 3日 - 5日・10日 - 13日・17日 - 19日・24日 - 26日・31日      |
| 2025年 | 11月   | 1日 - 3日・7日 - 9日・14日 - 16日・21日 - 24日・28日 - 30日 |
| 2025年 | 12月   | 26日・28日・29日・31日                                      |
| 2026年 | 1月    | 2日                                                         |
| 2026年 | 2月    | ー                                                          |
| 2026年 | 3月    | 19日 - 31日                                                 |

| 該当年 | 該当月 | 該当日               |
| ------ | ------ | -------------------- |
| 2025年 | 4月    | 25日 - 30日          |
| 2025年 | 5月    | 1日 - 6日            |
| 2025年 | 6月    | ー                   |
| 2025年 | 7月    | ー                   |
| 2025年 | 8月    | 8日・9日・16日・17日 |
| 2025年 | 9月    | ー                   |
| 2025年 | 10月   | ー                   |
| 2025年 | 11月   | ー                   |
| 2025年 | 12月   | 27日・30日           |
| 2026年 | 1月    | 3日・4日             |
| 2026年 | 2月    | ー                   |
| 2026年 | 3月    | ー                   |

2026年度
| 該当年 | 該当月 | 該当日                                                      |
| ------ | ------ | ----------------------------------------------------------- |
| 2026年 | 4月    | 6日 - 9日・13日 - 16日・20日 - 23日                         |
| 2026年 | 5月    | 7日                                                         |
| 2026年 | 6月    | 1日 - 4日・8日 - 11日・15日 - 18日・22日 - 25日・29日・30日 |
| 2026年 | 7月    | 1日・2日・6日 - 9日・13日 - 16日                            |
| 2026年 | 8月    | 24日 - 27日・31日                                           |
| 2026年 | 9月    | 1日 - 3日・7日 - 10日・14日 - 17日・24日・28日 - 30日       |
| 2026年 | 10月   | 1日                                                         |
| 2026年 | 11月   | 30日                                                        |
| 2026年 | 12月   | 1日 - 3日・7日 - 10日・14日 - 17日・21日 - 24日             |
| 2027年 | 1月    | 6日・7日・12日 - 14日・18日 - 21日・25日 - 28日             |
| 2027年 | 2月    | 1日 - 4日・8日・9日・15日 - 18日・24日・25日                |
| 2027年 | 3月    | 1日 - 4日                                                   |

| 該当年 | 該当月 | 該当日                                                  |
| ------ | ------ | ------------------------------------------------------- |
| 2026年 | 4月    | ー                                                      |
| 2026年 | 5月    | ー                                                      |
| 2026年 | 6月    | ー                                                      |
| 2026年 | 7月    | 17日 - 20日・24日 - 26日・31日                          |
| 2026年 | 8月    | 1日・2日・5日・6日・9日・11日 - 14日・17日・21日 - 23日 |
| 2026年 | 9月    | ー                                                      |
| 2026年 | 10月   | 9日 - 12日・16日 - 18日・23日 - 25日・30日・31日        |
| 2026年 | 11月   | 1日・6日 - 8日・13日 - 15日・20日 - 23日・27日 - 29日   |
| 2026年 | 12月   | 25日 - 28日・31日                                       |
| 2027年 | 1月    | 4日                                                     |
| 2027年 | 2月    | ー                                                      |
| 2027年 | 3月    | 19日 - 31日                                             |

| 該当年 | 該当月 | 該当日               |
| ------ | ------ | -------------------- |
| 2026年 | 4月    | ー                   |
| 2026年 | 5月    | 1日 - 6日            |
| 2026年 | 6月    | ー                   |
| 2026年 | 7月    | ー                   |
| 2026年 | 8月    | 7日・8日・15日・16日 |
| 2026年 | 9月    | 18日 - 23日          |
| 2026年 | 10月   | ー                   |
| 2026年 | 11月   | ー                   |
| 2026年 | 12月   | 29日・30日           |
| 2027年 | 1月    | 2日・3日             |
| 2027年 | 2月    | ー                   |
| 2027年 | 3月    | ー                   |

##### 東武鉄道
2025年3月15日から東武鉄道では日光線特急列車・伊勢崎線特急列車にもシーズン別の特急料金を導入した。なお、伊勢崎線特急列車は閑散期設定なしとなっている。
| 名称 | 期間 | 料金                   |
| --- | --- | ---------------------- |
| 通常期 | 下記以外の日 | 基本料金               |
| 閑散期 | 以下の期間の休日を除く月曜日から木曜日 - 1月5日 - 2月第1木曜日 - 4月6日 - 4月25日 - 5月7日・5月8日 - 6月1日 - 7月第3月曜日 - 9月1日 - 9月第3木曜日 | 基本料金 から200円引き |
| 繁忙期 | 以下の期間 - 3月20日 - 4月5日 - 4月26日 - 5月5日及び5月5日から連続する休日まで - 8月1日 - 8月第3日曜日 - 12月28日 - （翌年）1月4日 以下の期間の祝日が土曜日・日曜日と連続し3連休以上となる場合の当該連休 - 7月 - 9月 以下の期間の土曜日・日曜日と3連休 - 2月第2土曜日 - 3月19日 - 10月1日 - 12月27日 | 基本料金 に200円増し   |
| 以下の列車・条件は特急料金は時期によって変化しない（すべて通常期の料金で計算） - JR線相互直通特急列車 - 特定区間のみを利用する場合 - 特別座席を利用する場合 | |                        |
| 以下の条件は閑散期は基本料金から150円引き - けごん・きぬ・リバティけごん・リバティきぬ・リバティ会津（東武線内のみ）で40kmまでの場合                        | |                        |

| 名称                                                                                                  | 期間 | 料金                 |
| --- | --- | -------------------- |
| 通常期                                                                                                | 下記以外の日 | 基本料金             |
| 繁忙期                                                                                                | 以下の期間 - 3月20日 - 3月31日 - 4月26日 - 5月5日及び5月5日から連続する休日まで - 8月1日 - 8月第3日曜日 - 12月28日 - （翌年）1月4日 以下の期間の金曜日・土曜日・日曜日 - 11月1日 - 12月27日 | 基本料金 に200円増し |
| 以下の条件は特急料金は時期によって変化しない（すべて通常期の料金で計算） - 特定区間のみを利用する場合 | |                      |

##### 過去の規定

###### 最繁忙期導入後
JR東日本系
JR東海・JR西日本系

### 座席未指定券
JR北海道、JR東日本の一部の全車指定席の列車とJR東日本からJR東海および会社線へ直通する一部の全車指定制列車において、乗車日と乗車区間のみを指定したもの。旅客営業規則では「未指定特急券」、券面上では「特急券（座席未指定）」と称する。乗車する列車・座席は別途指定することができ（購入時の指定も可能）、指定しないままでも普通車内の空席を利用できる。座席指定の有無によらず料金は同一である。
2015年3月14日のダイヤ改正より、常磐線特急「ひたち・ときわ」の全列車、「スワローあかぎ」、「成田エクスプレス」で、2019年3月16日のダイヤ改正で中央東線特急「あずさ・かいじ」「はちおうじ・おうめ」「富士回遊」に導入、2021年3月13日から「踊り子」と新設された「湘南」に導入した。2024年3月16日には「しおさい」「わかしお」「新宿わかしお」「さざなみ」「新宿さざなみ」にも全車指定席化により導入され、また、JR北海道の特急「北斗」「すずらん」「おおぞら」「とかち」にも全車指定席化により導入された。
「ひたち・ときわ」「あかぎ」「あずさ・かいじ」「はちおうじ・おうめ」「富士回遊」「湘南」「踊り子」「さざなみ・わかしお・しおさい」「成田エクスプレス」（旅客営業規則別表第1号の2第1項の特急列車）
特急料金が通年同額となり、料金も通常の指定席より安価に設定される。また、車内購入時の料金が事前購入時の260円増しとなる。
「スワローあかぎ」は前年の2014年3月15日の改正時から導入していたが、この時は専用の「スワローあかぎ料金券」の場合に適用され、車内で購入する場合は通常の指定席料金が適用された（料金券を使用せず、通常の指定席券で購入することも可能であった）。なお、指定席料金は通常のB特急指定料金だった。高崎支社ではこの方式を（2015年以降の方式も含め）「スワローサービス」と称していたが、高崎支社以外では単に「着席サービス」という表現を行っており、高崎支社においても2023年のダイヤ改正より「着席サービス」の名称に変更を行っている。
成田エクスプレスは2024年3月16日より利用区間によって料金制度が異なっている。（成田エクスプレスの「座席未指定券」導入の経緯は後述）
「成田エクスプレス」（旅客営業規則別表第1号の2第2項の特急列車）、JR北海道の特急「北斗・すずらん」「おおぞら・とかち」（旅客営業規則別表第1号の2第3項の特急列車）
成田エクスプレスの場合は、満席の場合のみ発売となっていた「立席特急券」（次項参照）に代わって導入し、「北斗・すずらん」「おおぞら・とかち」の場合は全車指定席化により導入したもので、座席未指定料金は通常の指定席料金（A特急料金）と同額である。

### 立席特急券
「はやぶさ」・「こまち」など一部の全車座席指定制列車では、自由席特急券もしくは特定特急券に相当する額で座席指定を受けない条件で利用することができる立席特急券（りっせきとっきゅうけん）を発行する場合がある。
この特急券は、「乗車する列車・区間が指定された自由席特急券」という位置づけである。座席の指定を受けないという点では自由席特急券と同じであるが、異なるところは乗車する列車が指定されている点にある。自由席特急券では有効の期間・区間内であれば一回に限りどの列車の自由席に乗ってもよいとされているため、この立席特急券は指定席特急券の一種として扱われている。
なお、かつて運行されていた寝台特急でも、B寝台の一部を座席車として利用できる区間を設けていたものがあった（ただし利用できる号車、発売席数は限定された）。また、大阪行き「日本海」のように座席指定席扱いとした区間もあったが、ほとんどの寝台特急では自由席扱い（立席）としていた。下りでは出発日翌朝（概ね7時前後）に停車する駅より終点までの区間で、上りでは始発から出発日当日夜間（概ね22時ごろまで）の停車駅までの区間で、それぞれ利用可能としたケースが多く、寝台特急でこの立席特急券の制度を最後まで採用していたのが「あけぼの」であった。「寝台券」のページも参照のこと。

### 自由席特急券

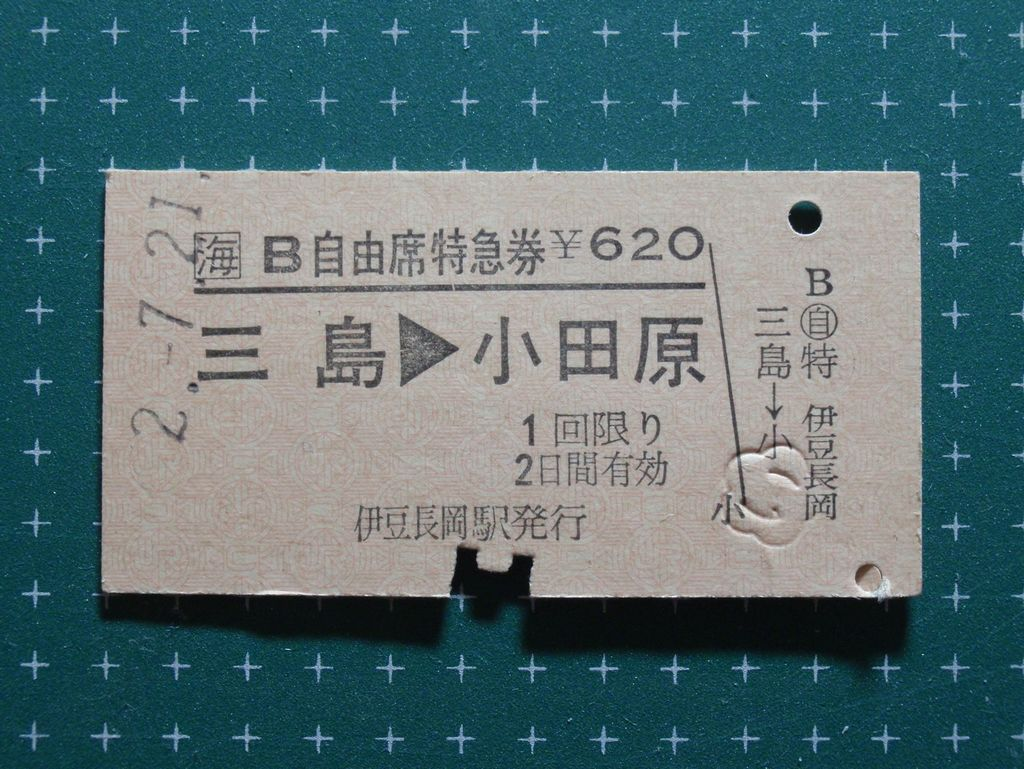
自由席特急券の例

特別急行列車で自由席車がある場合には乗車する際に自由席特急券を発行する。着席の保証はない代わりに、一般に（通常期の）特急券から指定席料金（530円）を引いた額に相当する金額で発売する（通年同額）。一部の特急列車では定期券にこれを追加する事で乗車可能となる。
列車の指定は無く、指定日当日に出発するどの在来線特急列車にも乗車できる。原則として1枚で乗れるのは1列車に限られ、特急列車を乗り継ぐ際にはそれぞれに特急券が必要であるが、例外的に乗り継ぎが認められる区間が存在する（→乗り継ぎ料金制度）。

### 在来線特急の料金体系
特急料金の体系としては、基本であるA特急料金と、それ以外の特定の特急料金が設定されているB特急料金の2つがある。
B特急料金は特定の区間で定められておりその区間内だけを利用する場合はB特急料金となるが、他の区間にまたがって乗車する場合には乗車する全区間にわたってA特急料金が必要となる。なおB特急料金の料金自体は旧国鉄では全国一律であったが、JR発足によってJR各社が旧運輸大臣・国土交通大臣への届出による事から少しずつ崩れてきており、短区間の利用促進のため区間を限って安価な料金区分を設定したり、逆に経営状況の改善のためにB特急料金からA特急料金に変更する事例や全体的にA特急料金並みに引き上げたりするケースも見られる。
また、B特急料金区間であっても、「成田エクスプレス」と「サフィール踊り子」のようにA特急料金が適用される列車や、列車名に依存する特急料金制度となっているものなどで、独立した特定のB特急料金を設定している列車もある。これらの料金体系の中には下位種別であった急行列車の急行料金および指定席料金の合算額よりも安価となっているものが存在する。

#### JR各社および一部会社線の特急料金
新幹線の場合、三角表と称される駅間から料金を割り出す方式を採っている。
なお、特定特急券では区間により金額が異なる。
※表中の「 - 」は設定内無し。
| 料金種別        | 料金種別        | A特急料金 | A特急料金 | A特急料金 | A特急料金 | B特急料金                          | B特急料金                          | B特急料金                          | B特急料金                          | B特急料金                          | B特急料金                          | B特急料金                          |
| --------------- | --------------- | --------- | --------- | --------- | --------- | ---------------------------------- | ---------------------------------- | ---------------------------------- | ---------------------------------- | ---------------------------------- | ---------------------------------- | ---------------------------------- |
| 会社管内        | 会社管内        | JR全社    | JR全社    | JR北海道  | JR北海道  | JR東日本                           | JR東日本                           | JR東海                             | JR東海                             | JR九州                             | JR九州                             | JR九州                             |
| 座席指定 の有無 | 座席指定 の有無 | 指定席    | 自由席    | 指定席    | 自由席    | 指定席                             | 自由席                             | 指定席                             | 自由席                             | 指定席                             | 指定席                             | 自由席                             |
| 座席指定 の有無 | 座席指定 の有無 | 指定席    | 自由席    | 指定席    | 自由席    | 指定席                             | 自由席                             | 指定席                             | 自由席                             | 右記以外 の列車                    | 別表第1号の 7に定める 列車         | 自由席                             |
| 営業キロ        | 25kmまで        | 1,290     | 760       | 850       | 320       | 1,050                              | 520                                | 1,190                              | 660                                | 1,030                              | 1,530                              | 500                                |
| 営業キロ        | 50kmまで        | 1,290     | 760       | 1,160     | 630       | 1,050                              | 520                                | 1,190                              | 660                                | 1,280                              | 1,780                              | 750                                |
| 営業キロ        | 75kmまで        | 1,730     | 1,200     | 1,680     | 1,150     | 1,480                              | 950                                | 1,530                              | 1,000                              | 1,530                              | 2,030                              | 1,000                              |
| 営業キロ        | 100kmまで       | 1,730     | 1,200     | 1,680     | 1,150     | 1,480                              | 950                                | 1,530                              | 1,000                              | 1,730                              | 2,230                              | 1,200                              |
| 営業キロ        | 150kmまで       | 2,390     | 1,860     | 2,360     | 1,830     | 1,890                              | 1,360                              | 1,970                              | 1,440                              | 2,330                              | 2,830                              | 1,800                              |
| 営業キロ        | 200kmまで       | 2,730     | 2,200     | 2,730     | 2,200     | 2,290                              | 1,760                              | -                                  | -                                  | 2,730                              | 3,230                              | 2,200                              |
| 営業キロ        | 300kmまで       | 2,950     | 2,420     | 2,950     | 2,420     | 2,510                              | 1,980                              | -                                  | -                                  | 2,930                              | 3,430                              | 2,400                              |
| 営業キロ        | 400kmまで       | 3,170     | 2,640     | 3,170     | 2,640     | 2,730                              | 2,200                              | -                                  | -                                  | 3,130                              | 3,630                              | 2,600                              |
| 営業キロ        | 401km以上       | 3,490     | 2,960     | 3,490     | 2,960     | 3,070                              | 2,540                              | -                                  | -                                  | 3,130                              | 3,630                              | 2,600                              |
| 営業キロ        | 600kmまで       | 3,490     | 2,960     | 3,490     | 2,960     | （B特急料金は【401km以上】が上限） | （B特急料金は【401km以上】が上限） | （B特急料金は【401km以上】が上限） | （B特急料金は【401km以上】が上限） | （B特急料金は【401km以上】が上限） | （B特急料金は【401km以上】が上限） | （B特急料金は【401km以上】が上限） |
| 営業キロ        | 601km以上       | 3,830     | 3,300     | 3,830     | 3,300     | （B特急料金は【401km以上】が上限） | （B特急料金は【401km以上】が上限） | （B特急料金は【401km以上】が上限） | （B特急料金は【401km以上】が上限） | （B特急料金は【401km以上】が上限） | （B特急料金は【401km以上】が上限） | （B特急料金は【401km以上】が上限） |

| 営業キロ | 営業キロ | 営業キロ | 営業キロ  | 営業キロ  |
| 25kmまで | 50kmまで | 75kmまで | 100kmまで | 150kmまで |
| -------- | -------- | -------- | --------- | --------- |
| 700円    | 950円    | 1,200円  | 1,400円   | 2,000円   |

| 会社管内 | 購入箇所 の差 | 営業キロ | 営業キロ  | 営業キロ  | 営業キロ  | 営業キロ  | 営業キロ  |
| 会社管内 | 購入箇所 の差 | 50kmまで | 100kmまで | 150kmまで | 200kmまで | 300kmまで | 400kmまで |
| -------- | ------------- | -------- | --------- | --------- | --------- | --------- | --------- |
| JR東日本 | 事前料金      | 760円    | 1,020円   | 1,580円   | 2,240円   | 2,550円   | 2,900円   |
| JR東日本 | 車内料金      | 1,020円  | 1,280円   | 1,840円   | 2,500円   | 2,810円   | 3,160円   |
| JR東海   | 事前料金      | 760円    | 1,020円   | 1,580円   | 2,240円   | -         | -         |
| JR東海   | 車内料金      | 1,020円  | 1,280円   | 1,840円   | 2,500円   | -         | -         |

- 「あかぎ」「湘南」は150km以内、「踊り子」は200km以内[注 43]、「あずさ・かいじ・はちおうじ・おうめ・富士回遊（JR東日本線内）」は300km以内が最長。
- グリーン車を利用する場合の特急料金は、事前料金から530円引き。

| 区間                                                      | 特急料金 |
| --------------------------------------------------------- | -------- |
| 大月 - 下吉田・富士山・富士急ハイランド・河口湖           | 600円    |
| 大月 - 都留文科大学前                                     | 400円    |
| 都留文科大学前 - 下吉田・富士山・富士急ハイランド・河口湖 | 400円    |
| 下吉田 - 富士山・富士急ハイランド・河口湖                 | 400円    |

| 区間                                                      | 特急料金 | 特急料金                    | 特別車両 料金 | 指定席 |
| 区間                                                      | 通常     | 一般型車両で 運行される列車 | 特別車両 料金 | 指定席 |
| --------------------------------------------------------- | -------- | --------------------------- | ------------- | ------ |
| 大月 - 下吉田・富士山・富士急ハイランド・河口湖           | 400円    | 200円                       | 900円         | 200円  |
| 大月 - 都留文科大学前                                     | 200円    | 100円                       | 900円         | 200円  |
| 都留文科大学前 - 下吉田・富士山・富士急ハイランド・河口湖 | 200円    | 100円                       | 900円         | 200円  |
| 下吉田 - 富士山・富士急ハイランド・河口湖                 | 200円    | 100円                       | 900円         | 200円  |

|                      | 指定席 | グリーン車                                 |
| -------------------- | ------ | ------------------------------------------ |
| 伊豆急行線内         | 520円  | 930円（踊り子） 1190円（サフィール踊り子） |
| 伊豆箱根鉄道駿豆線内 | 200円  | -                                          |

- 富士回遊の中央東線からの利用の場合は大月まで、踊り子（伊豆急下田駅発着・修善寺駅発着）の東海道線・伊東線からの利用の場合はそれぞれ伊東駅・三島駅までの特急料金に加算
- 富士回遊の富士急行線内のみの利用と特急踊り子号の伊豆箱根鉄道駿豆線内のみの利用は座席指定は不可
- 富士回遊の河口湖線内（富士山 - 富士急ハイランド - 河口湖）のみの利用は乗車券のみで空席の利用が可能
- JR東日本・JR東海線内とは異なり事前料金・車内料金共に同額

「富士回遊」を富士急行線と跨って利用する場合は、JR東日本線から直通する列車の指定席料金（東日本旅客鉄道株式会社旅客連絡運輸規則72条の2に定められた指定席料金）と富士急行線特急料金を合算した金額となっている。

#### B特急料金で利用可能な区間
| 会社管内          | 路線名 （五十音順） | 区間                      | 備考 |
| ----------------- | ------------------- | ------------------------- | --- |
| JR東日本 ・JR東海 | 吾妻線              | 渋川駅 - 万座・鹿沢口駅間 | |
| JR東日本 ・JR東海 | 赤羽線              | 全線                      | 列車特定区間の規定により池袋駅 - 田端駅 - 赤羽駅間（湘南新宿ライン）を通過する列車にも適用することができる。 |
| JR東日本 ・JR東海 | 伊東線              | 全線                      | |
| JR東日本 ・JR東海 | 羽越本線            | 新発田駅 - 秋田駅間       | |
| JR東日本 ・JR東海 | 内房線              | 全線                      | |
| JR東日本 ・JR東海 | 奥羽本線            | 秋田駅 - 青森駅間         | |
| JR東日本 ・JR東海 | 鹿島線              | 全線                      | |
| JR東日本 ・JR東海 | 北上線              | 全線                      | |
| JR東日本 ・JR東海 | 京葉線              | 全線                      | 条文上含まれる市川塩浜駅 - 西船橋駅と西船橋駅 - 南船橋駅間は路線図に記載がないが、後者はB特急券の発行実績がある。 |
| JR東日本 ・JR東海 | 上越線              | 高崎駅 - 石打駅間         | |
| JR東日本 ・JR東海 | 常磐線              | 上野駅 - 勝田駅間         | 東北本線上野駅 - 日暮里駅間も含む。 |
| JR東日本 ・JR東海 | 仙山線              | 全線                      | |
| JR東日本 ・JR東海 | 総武本線            | 全線                      | 錦糸町駅 - 御茶ノ水駅間を含む。 |
| JR東日本 ・JR東海 | 外房線              | 全線                      | |
| JR東日本 ・JR東海 | 高崎線              | 全線                      | |
| JR東日本 ・JR東海 | 中央本線            | 東京駅 - 竜王駅間         | |
| JR東日本 ・JR東海 | 東海道本線          | 東京駅 - 三島駅間         | 経路特定区間の規定により品川駅 - 武蔵小杉駅 - 鶴見駅間を通過する列車にも適用される。武蔵小杉駅発着は条文上含まれず路線図にも記載がないが、B特急券の発行実績がある。熱海駅 - 三島駅間を含む場合はJR東海の料金表が適用される。 |
| JR東日本 ・JR東海 | 東北本線            | 東京駅 - 黒磯駅間         | 上野東京ライン東京駅 - 上野駅間を含む。経路特定区間の規定により日暮里駅 - 尾久駅 - 赤羽駅間を通過する列車にも適用される。 |
| JR東日本 ・JR東海 | 成田線              | 全線                      | 成田駅 - 我孫子駅間も含む。 |
| JR東日本 ・JR東海 | 南武線              | 全線                      | 条文上含まれる尻手駅 - 浜川崎駅間は路線図に記載がない。 |
| JR東日本 ・JR東海 | 日光線              | 全線                      | |
| JR東日本 ・JR東海 | 根岸線              | 全線                      | |
| JR東日本 ・JR東海 | 白新線              | 全線                      | |
| JR東日本 ・JR東海 | 磐越西線            | 郡山駅 - 喜多方駅間       | |
| JR東日本 ・JR東海 | 武蔵野線            | 全線                      | 条文上含まれる鶴見駅 - 府中本町駅間および西浦和駅 - 与野駅間は料金計算に用いられることがなく、路線図にも記載がない。前者は武蔵小杉駅経由扱い、後者は南浦和駅経由扱いでB特急料金が適用される。                                |
| JR東日本 ・JR東海 | 山手線              | 全線                      | |
| JR東日本 ・JR東海 | 横須賀線            | 全線                      | |
| JR東日本 ・JR東海 | 横浜線              | 全線                      | |
| JR東日本 ・JR東海 | 両毛線              | 新前橋駅 - 前橋駅間       | |
| JR九州            | 在来線全線          | 在来線全線                | ただし、一部区間で特定料金区間あり。 |

### 特定特急券
新幹線・在来線の特に限定された列車や乗車区間において、発売される。料金は特別に定められる。
一般には自由席を利用する際に設定されるが、一部、指定席でも設定されている場合がある。在来線の場合には特急列車に格上げする形で急行列車を全廃した線区が多い。なお、B特急料金はこの「特定特急券」と同じ経緯で設定されたものである。
なお、新幹線においては以下のものが特定特急券として扱われている。
1. 九州新幹線と北陸新幹線：越前たけふ駅 - 敦賀駅間を除く各新幹線の以下の期間までに開業した区間において、隣接駅間の自由席特急券相当のもの（開業後その間に駅が出来た場合は、出来た駅も対象に含む）。同区間の新幹線の指定席特急料金が2,300円台かかるのに対し、自由席利用の場合は860 - 980円と大幅に割引されている。ただし、在来線特急扱いの秋田新幹線・山形新幹線の場合についてはこのような設定はない。
  - 東海道・山陽新幹線の場合は、新大阪駅 - 岡山駅間が開業した1972年までの時点。岡山駅 - 博多駅間は開業した1975年の時点。

例として東海道新幹線：東京駅 - 品川駅 - 新横浜駅間や名古屋駅 - 岐阜羽島駅間、山陽新幹線：三原駅 - 東広島駅 - 広島駅間など
  - 東北新幹線の盛岡以南と上越・北陸新幹線についてはそれぞれの区間が開業した時点。

例として東北新幹線：北上駅 - 新花巻駅 - 盛岡駅間、上越新幹線：熊谷駅 - 本庄早稲田駅 - 高崎駅間、北陸新幹線安中榛名駅 - 軽井沢駅間・新高岡駅 - 金沢駅間など
例外として隣接駅間ではないが東北新幹線の東京駅 - 大宮駅間にも設定されている。上野駅 - 大宮駅間の特定特急券の料金に東京駅までの210円を加算し、1,070円となっている。
2. 九州新幹線の新八代駅 - 川内駅間以外の隣接駅間と博多駅 - 久留米駅間の自由席特急券相当のもの。
3. 東北新幹線の郡山駅 - 福島駅間（郡山駅 - 米沢駅等奥羽本線に跨ぐ場合を含む）
4. 東海道・山陽新幹線の東京駅 - 小倉駅間の新幹線停車駅と九州新幹線の新鳥栖駅又は久留米駅との相互間の自由席特急券相当のもの。
5. 山陽新幹線の小倉駅と九州新幹線の新鳥栖駅 - 鹿児島中央駅間の新幹線停車駅との相互間の自由席特急券相当のもの。
6. 東海道新幹線・山陽新幹線において、「のぞみ」・「みずほ」の自由席に乗車するために必要な特急券。
7. 東北新幹線の盛岡駅 - 新青森駅各駅間と秋田新幹線の盛岡駅 - 秋田駅各駅間の立席特急券相当のもの。
自由席が設置されていない「はやて」・「はやぶさ」または「こまち」において、盛岡駅 - 新青森駅間または盛岡駅 - 秋田駅間の利用に限り、普通車指定席の空いている席を利用できる。ただし、当該座席の座席指定席特急券を所持する乗客が来た時点で席を代わらなければならない。
8. 北海道新幹線の2016年3月26日開業区間では、東北新幹線の「はやて」と「はやぶさ」が新青森駅から新函館北斗駅まで乗り入れており、同区間でも上記と同様の特定特急券が発売されている[28]。

また、新幹線の回送線を活用した在来線区間（上越線の越後湯沢駅 - ガーラ湯沢駅間、博多南線の博多駅 - 博多南駅間）では、全列車が（在来線の）特急扱いとされており、新幹線区間とは別に100円（博多南線は130円）として特定特急料金が設定されている（こちらも参照）。

#### 特定特急料金で利用可能な区間
2024年3月16日現在一般に入手可能な最新の旅客営業規則および旅客営業取扱基準規程による。
- 下記相互区間外へ跨る場合や座席種別の記述がない場合はその旨の記述がある場合を除き、上述のA特急料金またはB特急料金が適用される。
- 区間指定の場合は列車名は不問（但し、当該座席がない場合を除く）。列車指定の場合、指定された列車以外で当該区間を利用した場合は上述のA特急料金またはB特急料金が適用される。
- 指定席料金は通常期料金。

| 会社管内 | 路線名              | 区間                                                                                | 距離          | 座席         | 料金  | 備考 |
| -------- | ------------------- | ----------------------------------------------------------------------------------- | ------------- | ------------ | ----- | --- |
| JR東海   | 身延線              | 富士駅 - 甲府駅間                                                                   | 30kmまで      | 普通車自由席 | 330   | |
| JR東海   | 身延線              | 富士駅 - 甲府駅間                                                                   | 31-50kmまで   | 普通車自由席 | 660   | |
| JR東海   | 飯田線              | 豊橋駅 - 飯田駅間                                                                   | 30kmまで      | 普通車自由席 | 330   | |
| JR東海   | 飯田線              | 豊橋駅 - 飯田駅間                                                                   | 31-50kmまで   | 普通車自由席 | 660   | |
| JR東海   | 中央西線            | 多治見駅 - 塩尻駅間                                                                 | 30kmまで      | 普通車自由席 | 330   | |
| JR東海   | 中央西線            | 多治見駅 - 塩尻駅間                                                                 | 31-50kmまで   | 普通車自由席 | 660   | |
| JR東海   | 関西本線 紀勢本線   | 名古屋駅 - 亀山駅間 亀山駅 - 新宮駅間                                               | 30kmまで      | 普通車自由席 | 330   | 伊勢鉄道を経由する場合は河原田駅 - 津駅間のJR区間分の料金は不要になるが、伊勢鉄道分として別途320円が必要。伊勢鉄道経由時もJR分の距離は打ち切られず通算される。                |
| JR東海   | 関西本線 紀勢本線   | 名古屋駅 - 亀山駅間 亀山駅 - 新宮駅間                                               | 31-50kmまで   | 普通車自由席 | 660   | 伊勢鉄道を経由する場合は河原田駅 - 津駅間のJR区間分の料金は不要になるが、伊勢鉄道分として別途320円が必要。伊勢鉄道経由時もJR分の距離は打ち切られず通算される。                |
| JR東海   | 高山本線            | 岐阜駅 - 猪谷駅間                                                                   | 30kmまで      | 普通車自由席 | 330   | |
| JR東海   | 高山本線            | 岐阜駅 - 猪谷駅間                                                                   | 31-50kmまで   | 普通車自由席 | 660   | |
| JR東海   | 御殿場線            | 松田駅 - 御殿場駅間                                                                 | 全区間        | 普通車指定席 | 860   | 2012年3月16日までは松田駅 - 沼津駅間が相互区間内であった（2012年3月17日以降は臨時特急列車で松田駅 - 御殿場駅相互区間外を利用すると特定料金対象外になる）。                    |
| JR西日本 | 七尾線              | 津幡駅 - 和倉温泉駅間                                                               | 51km以上      | 普通車指定席 | 1,290 | 金沢駅から利用する場合、JR区間は津幡駅からのため相互区間内であるが、IRいしかわ鉄道線分の料金が別途200円必要（指定席・自由席同額）。金沢以西からの場合は特定料金対象外になる。 |
| JR西日本 | 七尾線              | 津幡駅 - 和倉温泉駅間                                                               | 31-50kmまで   | 普通車自由席 | 760   | 金沢駅から利用する場合、JR区間は津幡駅からのため相互区間内であるが、IRいしかわ鉄道線分の料金が別途200円必要（指定席・自由席同額）。金沢以西からの場合は特定料金対象外になる。 |
| JR西日本 | 山陰本線            | 鳥取駅 - 出雲市駅間 米子駅 - 益田駅間                                               | 101-150kmまで | 普通車自由席 | 1,560 | 区間内相互間のみ。鳥取駅から益田駅までなど、乗降の指定区間を超える乗車の場合は特定料金対象外になる。                                                                          |
| JR西日本 | 山陰本線            | 鳥取駅 - 出雲市駅間 米子駅 - 益田駅間                                               | 151km以上     | 普通車自由席 | 1,800 | 区間内相互間のみ。鳥取駅から益田駅までなど、乗降の指定区間を超える乗車の場合は特定料金対象外になる。                                                                          |
| JR四国   | 全路線              | 全区間                                                                              | 25kmまで      | 普通車自由席 | 450   | |
| JR九州   | 日豊本線 肥薩線     | 国分駅 - 鹿児島中央駅間 霧島神宮駅 - 重富駅間 吉松駅 - 隼人駅間 の相互区間（【A】） | 全区間        | 普通車指定席 | 1,030 | |
| JR九州   | 日豊本線 肥薩線     | 国分駅 - 鹿児島中央駅間 霧島神宮駅 - 重富駅間 吉松駅 - 隼人駅間 の相互区間（【A】） | 全区間        | 普通車自由席 | 500   | |
| JR九州   | 日豊本線 肥薩線     | 吉松駅 - 鹿児島中央駅間 霧島神宮駅 - 鹿児島中央駅間 の相互区間                      | 全区間        | 普通車指定席 | 1,130 | 【A】の相互区間内の場合、【A】の料金が優先される。 |
| JR九州   | 日豊本線 肥薩線     | 吉松駅 - 鹿児島中央駅間 霧島神宮駅 - 鹿児島中央駅間 の相互区間                      | 全区間        | 普通車自由席 | 600   | 【A】の相互区間内の場合、【A】の料金が優先される。 |
| JR九州   | 鹿児島本線 日豊本線 | 門司港駅 - 博多駅間 下曽根駅 - 博多駅間 の相互区間                                  | 26km以上      | 普通車指定席 | 1,130 | |
| JR九州   | 鹿児島本線 日豊本線 | 門司港駅 - 博多駅間 下曽根駅 - 博多駅間 の相互区間                                  | 26km以上      | 普通車自由席 | 600   | 車内発売の場合は800円。 |
| JR九州   | 日南線              | 宮崎駅 - 南郷駅間                                                                   | 26km以上      | 普通車指定席 | 1,130 | |
| JR九州   | 日南線              | 宮崎駅 - 南郷駅間                                                                   | 26km以上      | 普通車自由席 | 600   | |
| JR九州   | 福北ゆたか線        | 博多駅 - 直方駅間                                                                   | 26km以上      | 普通車自由席 | 500   | |

| 会社管内 | 列車名                           | 区間                                             | 距離   | 座席         | 購入箇所 の差 | 料金  | 備考 |
| -------- | -------------------------------- | ------------------------------------------------ | ------ | ------------ | ------------- | ----- | --- |
| JR東日本 | 日光 きぬがわ スペーシアきぬがわ | 新宿駅から東武鉄道各駅まで購入した場合のJR区間分 | 全区間 | 普通車指定席 | -             | 1,050 | 別途東武鉄道線内の料金が必要。JR線区間内のみ利用の場合は特定料金対象外になる。 |
| JR東日本 | 成田エクスプレス                 | 渋谷駅 - 千葉駅                                  | 全区間 | 普通車指定席 | 事前購入      | 760   | 50 kmまでと同額。運行上は渋谷駅より遠い新宿駅 - 千葉駅の利用の場合、列車特定区間の規定により50 kmまでの料金となるのに対し、渋谷駅 - 千葉駅の利用の場合、実利用経路の料金で100 kmまでの料金となる料金の逆転現象が生じる事による措置。「別表第1号の2第1項に記載の列車」内で唯一の例外の料金となっている。 |
| JR東日本 | 成田エクスプレス                 | 渋谷駅 - 千葉駅                                  | 全区間 | 普通車指定席 | 車内購入      | 1,020 | 50 kmまでと同額。運行上は渋谷駅より遠い新宿駅 - 千葉駅の利用の場合、列車特定区間の規定により50 kmまでの料金となるのに対し、渋谷駅 - 千葉駅の利用の場合、実利用経路の料金で100 kmまでの料金となる料金の逆転現象が生じる事による措置。「別表第1号の2第1項に記載の列車」内で唯一の例外の料金となっている。 |

### 新幹線特急券
新幹線用は新幹線特急券（新幹線指定席特急券および新幹線自由席特急券）と称する。在来線特急用は特急券（特別急行券）と称するが、これは、新幹線と在来線とは特別急行列車の料金体系が異なるためで、例えば、山陽新幹線新大阪駅 - 姫路駅間のように併走する在来線にも特急列車（この区間では、「スーパーはくと」・「はまかぜ」）が走っている場合では、新幹線特急券を有する場合には新幹線を利用し、「スーパーはくと」の特急券を有している場合には「スーパーはくと」を利用することができる。
新幹線の場合には、目的地まで有効である新幹線特急券を持っている場合では、新幹線の列車を乗り換えても新幹線改札を出ない限り有効である。詳しくは、新幹線特急料金の通算を参照のこと。

### グリーン車、グランクラス、寝台車を利用する場合の特急料金

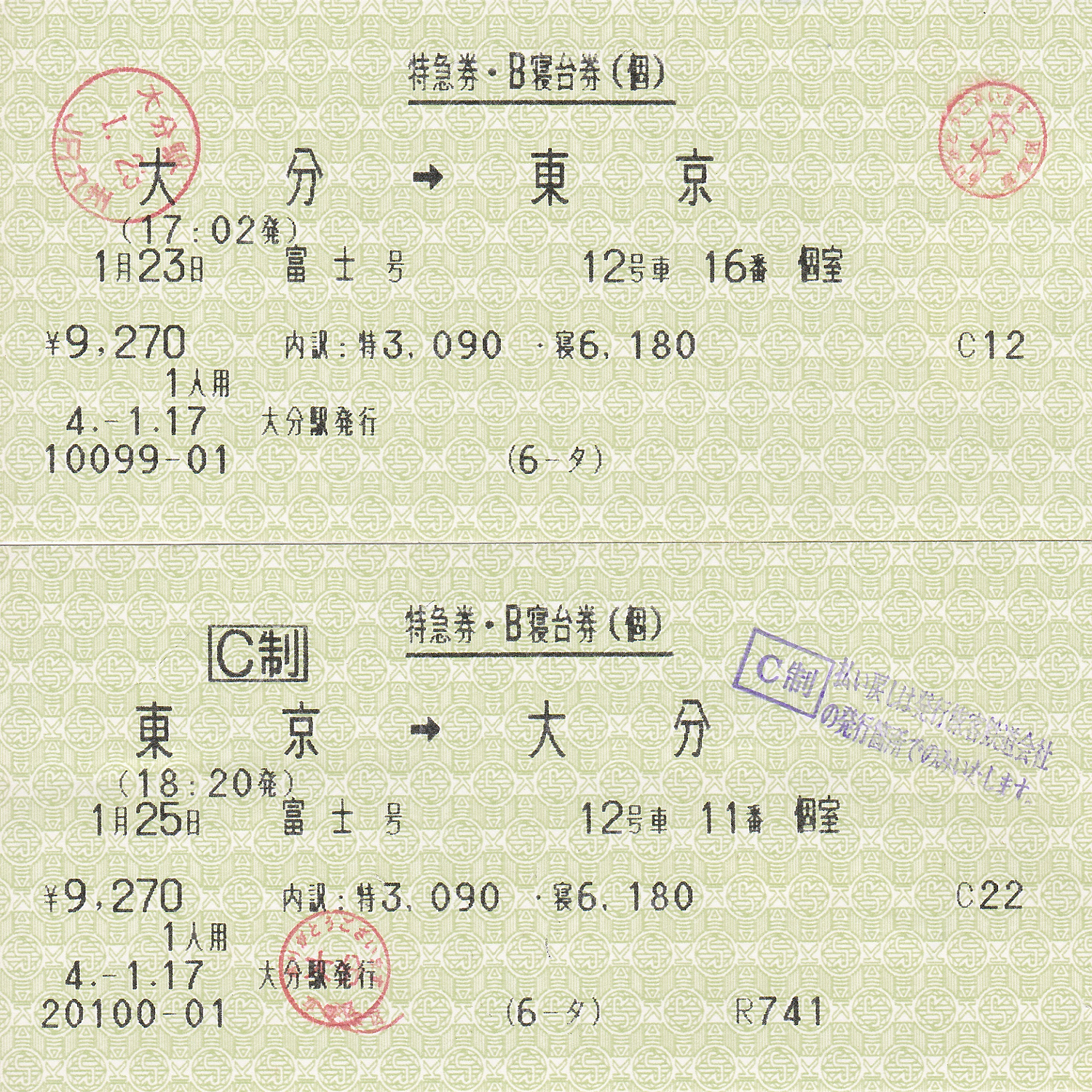
寝台特急「富士号」の特急券・B寝台券

グリーン車、およびグランクラスに乗車するにはグリーン券が、寝台車に乗車するには寝台券がそれぞれ別に必要である。ただし、これらの料金には座席指定料金に相当する額（以下「指定額」）がそれぞれの料金に含まれているとみなされるため、特急料金としては指定額を減額した額が適用される。基本的には自由席特急料金と同額となる。2023年4月からはグリーン車、グランクラス、寝台車を利用する場合の特急料金にもシーズン別の料金を適用した。

### 乗継料金制度
特に定められた条件で、特急列車を乗り継ぐ場合、一方の列車の特急料金が半額となるなどの割引制度や通し計算になる制度が存在する。これについては「乗り継ぎ料金制度」の項目を参照されたい。

### 特急料金不要の特例区間
特急列車を利用するには特急料金が必要だが、特例として乗車券だけで特急列車に乗車できる区間がある。これらは普通列車が全く運転されていない区間、あるいはごく短区間の利用者に対して配慮されたものである。

#### 普通列車が全く運転されていないことによる特例区間
在来線の指定区間内に限り、普通乗車券のみで特急の普通車自由席を利用できる制度である。
この特例は、「青春18きっぷ」「北海道&東日本パス」などの「普通列車に限って利用可能」という特別企画乗車券（以下「普通列車専用券」）でも同様に適用され、指定された区間のみであれば普通車自由席のみ利用することができる。
指定された座席種別以外を利用した場合や、特例区間外にまたがって乗車した場合には特例が適用されず、実際に乗車した全区間の特急料金が必要となる。また、特例が適用されない場合は普通列車専用券が使用できないため、別途運賃も必要となる。
現在の特例区間
- 石勝線：新夕張駅 - 新得駅間の各駅間で普通車指定席の空席（満席の場合は立席）に限る
1981年10月1日の当該区間開業時より設定。
2024年3月15日までは普通車自由席に限り対象だったが、翌16日からはこの区間の定期列車が全車指定席となるため、対象座席が普通車指定席の空席（満席の場合は立席）に変更された[15]。

過去の特例区間
- 津軽線・海峡線（津軽海峡線）：蟹田駅 - 木古内駅間の各駅間で普通車自由席に限る
2002年12月1日に、この区間を通る快速「海峡」が廃止されたことにより設定。2016年3月21日の北海道新幹線開業に伴い廃止された。
廃止後は通常の乗車券類に対する特例は設定されていないが、青春18きっぷなどの特別企画乗車券では商品ごとに北海道新幹線を利用できる特例などを設けている（北海道新幹線#乗車券の特例制度を参照）。

なお、この特例は必ずしも定期普通列車が運行されていない全路線で設定されているわけではなく、（北海道新幹線開業後の）海峡線や博多南線などは特例の対象となっていない。

#### ごく短区間の利用者に対して配慮された区間の例
現在の特例区間
- 室蘭本線：東室蘭駅 - 室蘭駅間で普通車指定席の空席（満席の場合は立席）に限る
2024年3月16日より設定[15]。
- 奥羽本線：新青森駅 - 青森駅間で普通車自由席に限る
2010年12月4日より設定[31]。
- 佐世保線：早岐駅 - 佐世保駅間
2018年3月17日より設定[32]。
- 日豊本線・日南線・宮崎空港線：宮崎駅 - 宮崎空港駅間

これらの区間では普通列車も運行されているが、奥羽本線・宮崎空港線では遠方とを結ぶターミナル駅と市の中心部のアクセスが考慮されて、室蘭本線・佐世保線ではこの区間の普通列車が大幅に減便になったことへの救済措置として特急料金不要の特例が設けられている。
宮崎空港線と佐世保線の特例区間は、規則上この区間を普通列車として運行しているものと扱われるため、特例区間内相互間で普通車指定席またはグリーン車を利用する場合は、普通列車用の指定席券またはグリーン券が発売される。また特例区間外にまたがって乗車する場合でも、特急料金は特例区間外に対するもののみで計算される。
一方、室蘭本線・奥羽本線の特例は特例区間内で特定の座席種別を利用する場合に限って適用され、その他の席種を利用する場合や、区間外にまたがって特急列車に乗車する場合は、特例区間に対しても特急券が必要となる。

### 特殊販売について
JRにおいて、以下の特殊な事情について規定を定めている。
- 2時間以上すでに遅れている、ないしは運行する場合に2時間以上遅れそうな場合には「遅延特約」ないしは「遅延承知」と称して遅れることに対して払い戻さない事を条件に5割引をして販売する場合がある。なお、この制度は急行にも適用される。また、すでに購入済みの特急券（購入時点では遅れは発生していない）については、2時間以上の遅れが生じた場合、特急料金を全額払い戻しできる。ただし、新幹線並行路線で新幹線に振り替え乗車した場合は払い戻しされない。

- 特急列車については「専用車両を使用すること」が前提となっているが、事故などにより専用車両を使用して運行する都合が付かない場合「編成変更特約」と称して、そのことに対して払い戻さない事を条件に最大5割引して販売する場合がある[34]。
  - この制度を適用した事例としては、旧国鉄時代にこの適用があったとされる著名な事例として、以下の事例が挙げられる。この規定は特急列車がほぼ完全に冷房化された1961年10月1日のダイヤ改正時に制定されたものであり、これらの事例は、専用車両がなかったか、あるいはそれに準用するが冷房装置の取り付けがない等の理由で行われた。ほとんどの場合は普通座席車で特急料金を100円引き（1976年11月6日実施の大幅値上げより500円引きに変更）にして対処した。
    - 事故により特急形車両が充当できず、急行形車両である153系電車を用いて運行された在来線特急時代の「こだま」。この時の特急料金は1等・2等とも半額であった。
    - 設定当時不定期列車として運行された寝台特急「みずほ」は登場時、当時すでに存在した20系客車の充当が困難であったため、冷房のない旧型客車を使用したため、夏季の利用について特急料金の割引で対応。および臨時特急「ひびき」の1962年夏の運転分では当時冷房のなかった157系電車であったため、これも夏季の利用について特急料金の割引で対応。座席車での割引料金はいずれも1等220円、2等100円。
    - 1969年より1970年まで車両の手当が付かなかったため、暫定的に「北斗（下り）2号・（上り）1号」に急行形車両であるキハ56系気動車を用いた。この時の特急料金は100円引きであった。
    - 臨時列車では12系客車で運行された在来線特急時代の特急「つばさ」がある。これは当時キハ181系気動車の手配が困難であったためである。この時の特急料金は100円引きであった。その後も臨時「つばさ」は設定されたが、特急と同じ車内設備を持つ14系客車が使用されるようになったため、特急料金の値引きはなくなっている。
- 天候の悪化等の理由により間引き運転がなされ普通列車が運行されない場合、状況的に特急列車に乗車せざるを得ないと判断された際は、該当区間に限り、特急料金不要で一部または全部の特急列車への乗車が認められる場合がある。ただし普通列車が運行できない場合の特例であり、普通列車が運行している状況下では特急料金が必要である。[要出典]
- 2021年8月に、七尾線乗務員で新型コロナウイルス感染症の集団感染が発生したことにより、減便措置がなされた際には、特急券なしで一部の特急列車に乗車できる特例が適用された[35]。また、七尾線では、2024年1月1日夕方に発生した令和6年能登半島地震で運休し、2月15日に「七尾 - 和倉温泉」間が再開（全線再開）したが、該当区間の普通列車の本数が少ない事から、同日から当面、「七尾 - 和倉温泉」の区間のみ乗車する場合に限り、乗車券（定期券含む）のみで特急列車の普通車自由席が利用できる措置を採る[36]。

## 私鉄
私鉄においても、特急あるいはそれに準じる名称の速達列車を運行している場合があるが、列車の性格ないしは、会社の判断により特急料金を徴する場合と徴しない場合がある。なお、本項目では冒頭にもある通り有料列車における基本的に目的地への速達サービスに対するものを中心に挙げる。たいていの場合、速達サービスと着席サービスが一体であり、それが分離されているものは少数にとどまっている。

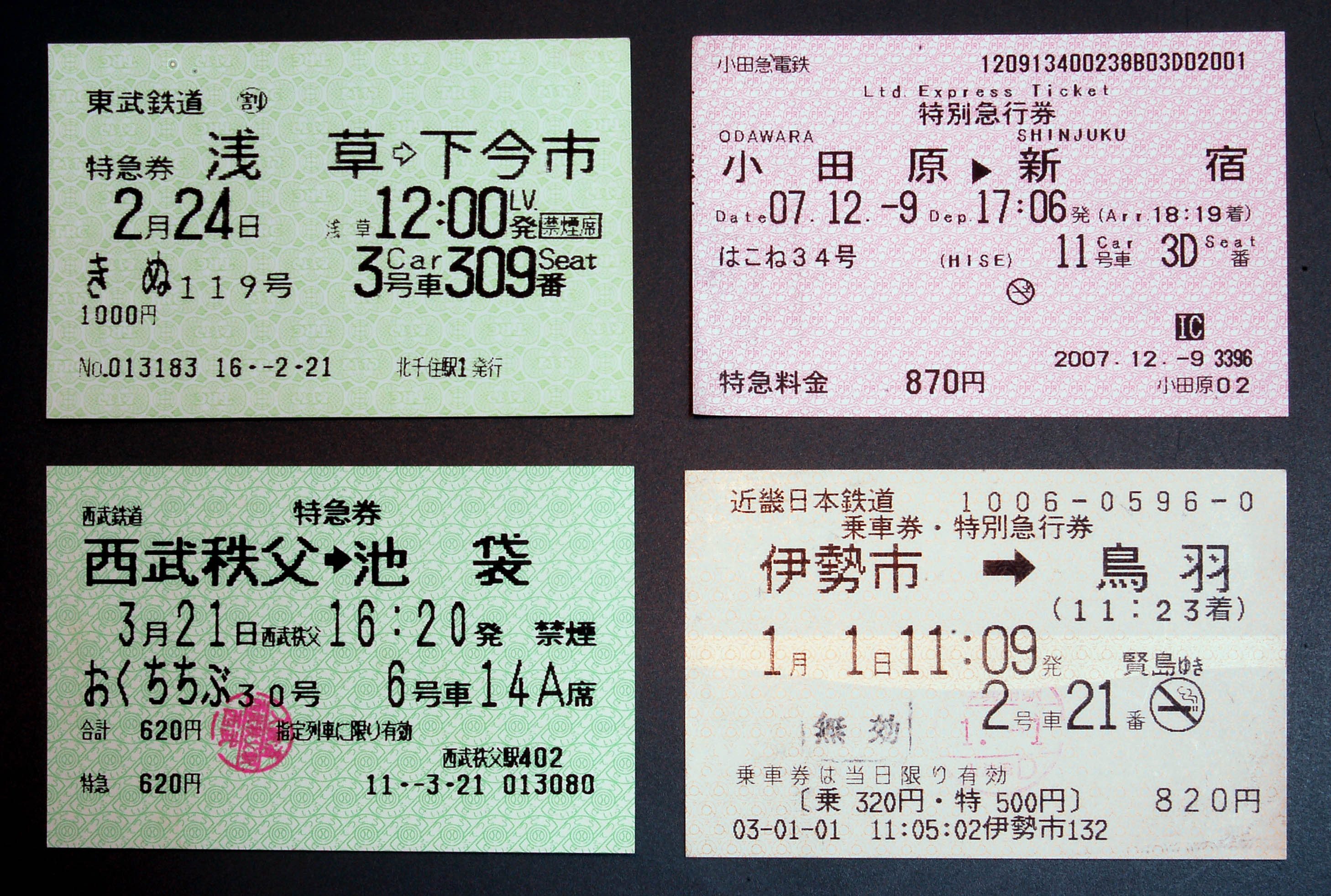
私鉄における特急券の例。左上：東武鉄道、左下：西武鉄道、右上：小田急電鉄、右下：近畿日本鉄道

### 座席未指定券

#### 富士山麓電気鉄道・伊豆急行・伊豆箱根鉄道
JR東日本・富士急行線特急「富士回遊」、JR東日本・JR東海・伊豆急行・伊豆箱根鉄道の特急「踊り子」にのみ導入。

### 指定席特急券
私鉄の場合、JRとの乗入れ列車を含む有料特急を走らせている場合には特急券が必要である。この場合、多くは速達サービスと着席サービスが一体であり、列車予約が早い段階から行われ、発券される（JRにおいては乗車1か月前からであるが、大体2か月前から3日前程度）。

#### 近畿日本鉄道・京都丹後鉄道
近畿日本鉄道、京都丹後鉄道では、両者とも乗り継ぎ料金制度を採用している。具体的な内容は当該項目を参照されたい。

#### 遅延時の取り扱い
JRと同様に、私鉄でも一定の時間以上遅延した際に特急料金を全額払い戻す制度が存在するが、私鉄の場合は会社によって差異は存在するものの1時間以上遅延した際に払い戻すようになっているところが多い（東武鉄道は2時間以上、小田急電鉄は「ふじさん」号のみJRに合わせて2時間以上）。詳細は各社の輸送約款を参照されたい。

### 立席特急券・自由席特急券
- 長野電鉄の特急は、運賃のほか特急料金が必要である（距離に関係なく全区間100円）。また、一部の列車に設定されている指定席の利用には座席指定料金、個室の利用には個室指定料金が別に必要である。
- 富山地方鉄道の特急には指定席車と自由席車のいずれも設けられている。
- 富士山麓電気鉄道の「フジサン特急」では展望車・指定席のほか自由席が設けられているが、自由席でも運賃以外に特急料金が必要である。なお、車両検査などの都合により一般型車両で代走する場合もあり、その際特急料金は半額に値下げされる。

### 座席指定券・着席整理券・特別車両券
特急列車に自由席車と指定席車が併結されているケースとして、以下のものが挙げられる。自由席車が料金不要で乗車券のみで利用できるのに対し指定席車に料金が必要な列車では、速達サービスに対する料金ではないため、特急券ではなく、座席指定券・着席整理券・特別車両券等として発行される。自由席・指定席ともに特急料金が必要な列車では、指定席車利用では特急券に座席指定券等を追加する必要がある。

#### 京成電鉄
京成電鉄では、有料特急であるスカイライナー、シティライナーおよびモーニングライナー・イブニングライナーを利用する場合において、特急券が必要である。
同社では、通勤形車両を使用した特急、快速特急およびアクセス特急（ともに料金不要）を運転しているため、最も速達であるスカイライナーの券は「スカイライナー券」となっているが、駅の案内および放送では「特急券」とも案内されている。

#### 名古屋鉄道
名古屋鉄道の「ミュースカイ」全車両または「快速特急」・「特急」の1・2号車（豊橋・中部国際空港方1・2両目）に設定されている特別車「μ」の座席は、座席指定制としている特別車両券「ミュー(μ)チケット」として、名鉄の主要駅や旅行会社で1乗車450円で発券される。なお、名鉄ネット予約サービスで発券した場合、平日9時から16時59分までに乗車駅を発車する列車と土日祝日の乗車に限り1乗車300円となる(中部国際空港発着は除く)。また、特定駅での特定方面同士の乗り継ぎの場合、同時購入する場合に限って1乗車と同額の「乗継ミューチケット」が発売される。

#### 南海電気鉄道
南海電気鉄道の場合、南海本線特急「サザン」のみが10000系・12000系専用車両に「自由席」の通勤形車両を併結した“一部座席指定”制となっており、座席指定券の扱いを行っている。
なお、高野線特急「こうや」「りんかん」や泉北高速鉄道直通特急「泉北ライナー」、および空港特急「ラピート」については運行当初より“全車座席指定”制を採っており、これらの列車の指定券は「特別急行券」と区別する。

#### 京阪電気鉄道
京阪電気鉄道の「快速特急『洛楽』」・「特急」の6号車（京都方から6両目）に設定されている座席指定制特別車「プレミアムカー」の利用には「プレミアムカー券」が必要。また、平日朝晩の全車両座席指定制特急「ライナー」の一般車の利用には「ライナー券」が必要である。ただし、ライナーに連結されるプレミアムカーにはプレミアムカー券を必要とする。

#### 中小私鉄
先述の通り、富山地方鉄道の特急・富士山麓電気鉄道の「フジサン特急」の乗車には指定席・展望車・自由席のいずれも乗車券のほか特急券を要するが、富山地方鉄道特急指定席と「フジサン特急」の2号車・展望車利用ではさらに座席指定券を必要とする。また、「富士山ビュー特急」の1号車には特別車両券が必要となっている。

## イタリア鉄道
イタリア鉄道フェッロヴィーエ・デッロ・スタート（FS）では普通運賃に特急料金や寝台料金を追加する運賃制度であるが、駅や窓口などの購入形態により切符は乗車券と特急券が分かれている場合もあれば、1枚にまとめられている場合もある。